# Karl Wilhelm Dindorf
Karl Wilhelm Dindorf (Lipsia, 1802 – 1883) è stato un filologo classico tedesco.
Nelle sue numerose pubblicazioni ha firmato costantemente come Guilelmus Dindorfius.
Nel 1842 scrisse un volume sui metri dei poeti drammatici e nel 1880 stampò tutti gli scoli dell'Iliade.

## Opere
- (EL) Karl Wilhelm Dindorf (a cura di), Scholia Graeca in Homeri Iliadem. 1, Oxonii, e typographeo Clarendoniano, 1875.
- (EL) Karl Wilhelm Dindorf (a cura di), Scholia Graeca in Homeri Iliadem. 2, Oxonii, e typographeo Clarendoniano, 1875.
- (EL) Karl Wilhelm Dindorf (a cura di), Scholia Graeca in Homeri Iliadem. 3, Oxonii, e typographeo Clarendoniano, 1877.
- (EL) Karl Wilhelm Dindorf (a cura di), Scholia Graeca in Homeri Iliadem. 4, Oxonii, e typographeo Clarendoniano, 1877.
- (EL) Karl Wilhelm Dindorf (a cura di), Scholia Graeca in Homeri Iliadem Townleyana. 1, Oxonii, e typographeo Clarendoniano, 1887.
- (EL) Karl Wilhelm Dindorf (a cura di), Scholia Graeca in Homeri Iliadem Townleyana. 2, Oxonii, e typographeo Clarendoniano, 1888.
- (EL) Karl Wilhelm Dindorf (a cura di), Scholia Graeca in Homeri Odysseam. 1, Oxonii, e typographeo Academico, 1855.
- (EL) Karl Wilhelm Dindorf (a cura di), Scholia Graeca in Homeri Odysseam. 2, Oxonii, e typographeo Academico, 1855.